# Richie Allen
Richie Allen, geboren als Richard Podolor, (Los Angeles, 7 januari 1936 – 9 maart 2022) was een Amerikaanse gitarist, producent en songwriter uit de jaren 1960. Zijn carrière begon als sessiemuzikant in de jaren 1950 en hij is vooral bekend als producent van Three Dog Night.

## Carrière
Podolor werd geboren in Los Angeles en leerde als kind gitaar spelen. Hij werd een sessiemuzikant op 16-jarige leeftijd en speelde op de hit Dark Moon van Bonnie Guitar in 1956. Hij maakte enkele opnamen als Dickie Podolor in de late jaren 1950 en toerde als lid van The Pets, een band met de sessiemuzikanten Plas Johnson en Earl Palmer. Hij speelde op de hit Cha Hua Hua van The Pets uit 1958. Zijn succes als muzikant stelde zijn familie in staat de opnamestudio American Recording Company te openen, die aanvankelijk werd gerund door zijn broer Don Podolor. Samen met drummer Sandy Nelson nam Richie Podolor een demo op van Teen Beat, maar het nummer werd vervolgens opgenomen door andere muzikanten met Nelson, wat een hit werd in 1959. Omdat Podolor geen co-writing-vermelding kreeg voor Teen Beat, vermeldde Nelson hem later als co-writer van enkele van zijn latere opnamen, waaronder zijn hit Let There Be Drums uit 1961.
Podolor bracht begin jaren 1960 opnamen uit voor Imperial Records onder de naam Richie Allen (of, op één enkele, Dickie Allen). Zijn single Stranger from Durango uit 1960 bereikte nummer 90 in de Billboard Hot 100. Op zijn albums uit het begin van de jaren 1960 als leider van Richie Allen & the Pacific Surfers stonden topsessiemuzikanten uit Los Angeles, waaronder René Hall, Tommy Tedesco, Plas Johnson, Lincoln Mayorga en Sandy Nelson. Twee van deze albums, The Rising Surf en Surfer's Slide, werden later opnieuw op cd uitgebracht.
Hij bleef opnemen onder zijn eigen naam en werkte ook als sessiemuzikant. Medio jaren 1960 werkte hij steeds meer als opnametechnicus en als muzikant aan opnamen van The Monkees, The Turtles, The Electric Prunes, The Grateful Dead, Donovan en anderen. Hij produceerde twee albums voor Steppenwolf, produceerde al hun vroege hits, waaronder Born to Be Wild en produceerde Mama Told Me Not To Come en Joy to the World van Three Dog Night, wat leidde tot zijn werk aan alle volgende albums van Three Dog Night. Andere acts met wie hij als producent werkte, waren onder meer Iron Butterfly, The Dillards, Chris Hillman en Black Oak Arkansas.

## Discografie

### Three Dog Night
- 1969: Captured Live at the Forum (ABC-Dunhill/MCA Records)
- 1970: It Ain't Easy (ABC-Dunhill/MCA Records)
- 1970: Naturally (ABC-Dunhill/MCA Records)
- 1971: Golden Bisquits (ABC-Dunhill/MCA Records) - co-producent met Gabriel Mekler[4]
- 1971: Harmony (ABC-Dunhill/MCA Records)
- 1972: Seven Separate Fools (ABC-Dunhill/MCA Records)
- 1973: Cyan (ABC-Dunhill/MCA Records)
- 1973: Around the World With Three Dog Night (ABC-Dunhill/MCA Records)
- 1974: Joy to the World: Their Greatest Hits (ABC-Dunhill/MCA Records) - co-producent met Gabriel Mekler en Jimmy Ienner
- 1982: The Best of 3 Dog Night (MCA Records) - co-producent met Gabriel Mekler en Jimmy Ienner
- 1983: It's a Jungle (Passport Records)

### Iron Butterfly
- 1970: Live (Atco Records)
- 1970: Metamorphosis (Atco Records)

### Blues Image
- 1970: Ride Captain Ride (Atco Records)
- 1970: Open (Atco Records)
- 1970: Red White & Blues Image (Atco Records)

### The Dillards
- 1972: Roots and Branches (Anthem Records)

### Jellyroll
- 1971: Jellyroll (Kapp Records US MCA Records UK and Germany)

### The Souther-Hillman-Furay Band
- 1974: The Souther-Hillman-Furay Band (Asylum Records)

### Chris Hillman
- 1998: Like a Hurricane (Sugar Hill Records)

### 20/20
- 1981: Look Out!

### Alice Cooper
- 1981: Special Forces (Warner Bros. Records)

### Phil Seymour
- 1981: Phil Seymour
- 1982: Phil Seymour 2
- 2017: Prince Of Power Pop

### Dwight Twilley
- 1994, 2001: The Luck

### Steppenwolf
- 1970: Steppenwolf 7 (ABC/Dunhill Records) (producent)
- 1970: Gold: Their Great Hits (ABC/Dunhill Records) (co-producent /Bill Cooper) en (producent)
- 1971: For Ladies Only (ABC/Dunhill Records) (producent)
- 1973: 16 Greatest Hits (ABC/Dunhill Records) (co-producent /Bill Cooper) en (producent)

### John Kay & Steppenwolf
- 1984: Paradox (Attic Records)

### Alcatrazz
- 1986: Dangerous Games (EMI Records)

### London
- 1990: Playa Del Rock (NOISE/BMG Records)

- Gemeinsame Normdatei: 1179830334
- International Standard Name Identifier: 0000 0000 4277 3811
- Library of Congress Control Number: no2006092484
- MusicBrainz: 36bc86dc-55d9-4415-ac24-343c9deab89b
- Virtual International Authority File: 12066448
- WorldCat: E39PBJh4x9DKtQDG79rvXHgdwC